# Kanzel (Ammerfeld)

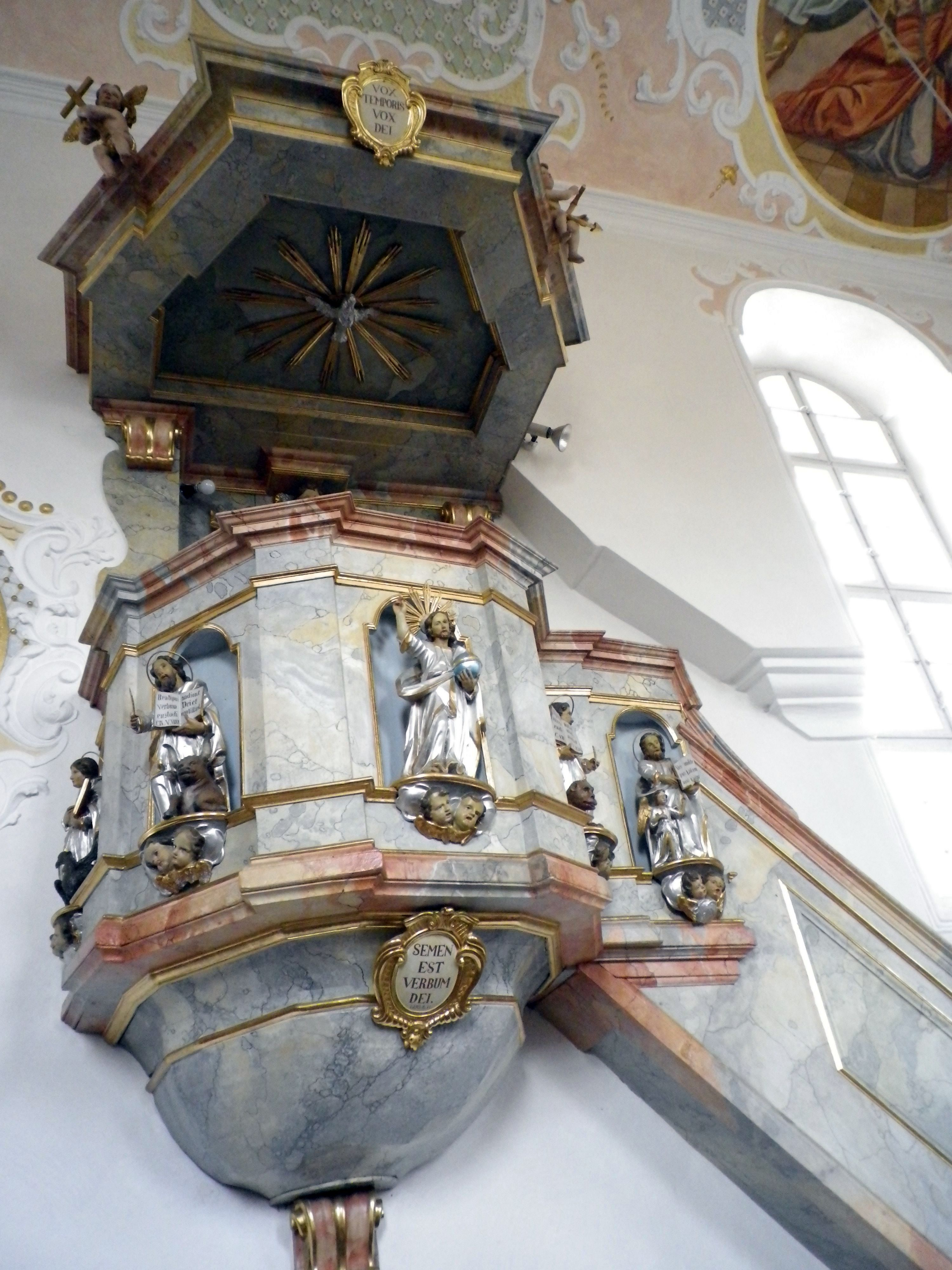
Kanzel in Ammerfeld

Die Kanzel in der katholischen Pfarrkirche St. Quirin in Ammerfeld, einem Gemeindeteil von Rennertshofen im oberbayerischen Landkreis Neuburg-Schrobenhausen, wurde um 1880 geschaffen. Die Kanzel ist ein Teil der als Baudenkmal geschützten Kirchenausstattung.
Die hölzerne Kanzel im Stil des Neubarocks besitzt einen polygonen Kanzelkorb mit Gesims. In den Nischen stehen Skulpturen der vier Evangelisten, die Mitte des 17. Jahrhunderts gefertigt wurden.  
Auf dem sechseckigen Schalldeckel sitzen auf dem Gesims Engelsputten, an der Unterseite ist die Heiliggeisttaube zu sehen.